# Villemomble
Villemomble je vzhodno predmestje Pariza in občina v  departmaju Seine-Saint-Denis osrednje francoske regije Île-de-France. Leta 1999 je imelo naselje 26.995 prebivalcev.

## Geografija
Villemomble leži v južnem delu departmaja 12 km vzhodno od središča Pariza. Občina meji na jugu na Neuilly-Plaisance, na jugozahodu na Rosny-sous-Bois, na zahodu na Bondy, na severozahodu na Les Pavillons-sous-Bois, na severu na Le Raincy, na vzhodu na Gagny, na jugovzhodu pa na Neuilly-sur-Marne.

## Administracija
Villemomble je sedež istoimenskega kantona, vključenega v okrožje Bobigny.

## Pobratena mesta
- Bonn-Hardtberg (Nemčija),
- Droylsden (Združeno kraljestvo),
- Portimao (Portugalska).